# Paul A. Murtha
Paul A. Murtha (Johnstown, 1960) is een Amerikaans componist, arrangeur en muziekpedagoog.

## Levensloop
Murtha kreeg zijn eerste muzieklessen aan de Johnstown Vo-Tech High School van Richard Napolitan (muziektheorie) en John Morris (jazz-arrangementen). Vervolgens studeerde hij muziekopleiding, (jazz-)compositie en orkestratie aan de Duquesne Universiteit in Pittsburgh. Aan deze instelling behaalde hij zijn Bachelor of Science in 1983 alsook zijn Master of Music. Tot zijn docenten behoorden John Wilson en Joseph Wilcox Jenkins. 
Hij was bekend als componist en arrangeur zowel in de professionele kringen alsook als muziekpedagoog in en rondom Washington D.C.. Hij schreef werken voor de mezzosopraan Denyce Graves alsook voor Patti LaBelle en Ken Burns. Verder was hij werkzaam voor diverse Marching Bands van Amerikaanse High Schools en universiteiten zoals voor The Norwin High School Band in North Huntingdon (Pennsylvania).
Van 1990 tot 1996 was hij chef-arrangeur verbonden aan de United States Military Academy Band in West Point. Tegenwoordig is hij in dezelfde functie bij The United States Army Band "Pershing's Own" in Washington D.C. 

## Composities

### Werken voor harmonieorkest
- Eighties Flashback
- Forward March!
- Front And Center
- Guardians of Liberty March
- Heroic Fanfare
- Presidents Day Parade (March)
- Smoke On The Water
- Soul Man
- The Legend Of Castle Armagh
- Tuscola Mountain Celebration